# Phare de Fife Ness
Le phare de Fife Ness est un phare construit sur le promontoire nommé Fife Ness dans l'ancien comté de Fife au sud-est de l'Écosse.
Ce phare est géré par le Northern Lighthouse Board (NLB) à Édimbourg,l'organisation de l'aide maritime des côtes de l'Écosse.

## Histoire
Fife Ness (en gaélique écossais : Rubha Fiobha) est un promontoire formant le point le plus oriental du comté de Fife. Anciennement cette zone était appelé Muck Ross, qui est une corruption du gaélique écossais Muc-Rois signifiant montagne des cochons.
Cette zone abrite un poste de la Maritime and Coastguard Agency et le phare construit en 1975 pour marquer la pointe du promontoire l'expédition du promontoire et les bancs de North Carr. La pièce de la lanterne fait 5 m de haut et est attenante à un petit bâtiment technique d'unétage peint en blanc. Ce phare a été construit pour remplacer le dernier bateau-phare qui marquait les rochers dangereux, car il s'est avéré impossible de le construire sur les rochers eux-mêmes.
Le phare est également entouré par le terrain de golf de la Crail Golfing Society (en).

### Lien connexe
- Liste des phares en Écosse